# 小行星1835
小行星1835（1835 Gajdariya）是一颗绕太阳运转的小行星，为主小行星带小行星。该小行星于1970年7月30日发现。
該小行星以俄羅斯作家阿爾卡季·蓋達爾命名。

## 轨道参数
小行星1835的轨道半长轴为2.8324082 UA，离心率为0.091。
| 前一小行星： 小行星1834 | 小行星列表 | 後一小行星： 小行星1836 |